# ノーラン・グールド
ノーラン・グールド（Nolan Gould,  1998年10月28日 - ）は、アメリカ合衆国の子役、俳優である。

## 来歴
1998年、ニューヨーク州ニューヨーク市生まれ。フランス系とドイツ系の家系で、父親の仕事の関係で、アラバマ州を経て5歳のときにカリフォルニア州へ移住した。
3歳のころからコマーシャルなどの広告媒体で子役としてキャリアをスタートさせ、2006年から短編映画などへも出演。そして2007年にコメディ映画『Sunny & Share Love You』で映画デビュー。それからいくつかの映画やテレビドラマなどで経験を積み、2009年から出演したテレビドラマシリーズ『モダン・ファミリー』で注目された。同作品ではレギュラーキャストとして主人公一家の長男を演じており、同作品では2011年から2014年までの間に他のキャストらと共に全米映画俳優組合賞のコメディシリーズのアンサンブル部門で最優秀賞を受賞した。

## 出演作品

### 映画
- Sunny & Share Love You (2007)
- モンタナ Montana (2008)
- Sweet Nothing in My Ear (2008) ※テレビ映画
- スペース・バディーズ 小さな5匹の大冒険 Space Buddies (2009) ※ビデオ作品
- ヒステリア Hysteria (2010)
- Monster Heroes (2010)
- ステイ・フレンズ Friends with Benefits (2011)
- ダーク・ラビリンス Ghoul (2012) ※テレビ映画
- Abominable Christmas (2012)
- The To Do List (2013)
- Field of Lost Shoes (2014)

### テレビドラマ
- America's Most Wanted (2007) ※ドキュメンタリー
- イレブンス・アワー Eleventh Hour (2008)
- Disney's Really Short Report (2009)
- モダン・ファミリー Modern Family (2009 - 2014)
- グッドラックチャーリー Good Luck Charlie (2010)
- R.L. Stine's The Haunting Hour (2011, 2014)
- Sofia the First (2014)
- Whose Line Is It Anyway? (2014)

### テレビアニメ
- Out of Jimmy's Head (2007)

## 参照
1. ↑  “Nolan Gould Biography”. 2014年8月19日閲覧。
2. ↑  http://www.deardoctor.com/inside-the-magazine/issue-19/nolan-gould/
3. ↑  https://www.imdb.com/name/nm2188098/awards/?ref_=nm_awd